# فرودگاه بورائو
فرودگاه بورائو (به انگلیسی: Burao Airport) یک فرودگاه با کد یاتا BUO است که یک باند فرود خاک دارد و طول باند آن ۲۵۵۶ متر است. این فرودگاه در شهر بورائو، سومالی کشور سومالی قرار دارد و در ارتفاع ۱۱۰۰ متری از سطح دریا واقع شده‌است.